# Труднощі асиміляції
«Труднощі асиміляції» (англ. Fresh Off the Boat) — американський телесеріал, драмедійний ситком, створений Наначкою Хан. Прем'єра шоу відбулася 4 лютого 2015 року на каналі ABC.
Серіал заснований на реальних подіях життя шеф-кухара Едді Хуанга, які він виклав у своїй автобіографічній книзі «Fresh Off the Boat: A Memoir» 2013 року, а вираз «Fresh off the boat» (буквально «щойно з корабля») — зневажлива назва нових іммігрантів, які ще не встигли адаптуватися в американському суспільстві.
Ситком розповідає про життя тайвансько-американської сім'ї, яка в 1990-х роках переїжджає із Вашингтона до Орландо у Флориді, де відкриває власний ресторан. Головні ролі в серіалі зіграли відомі азійськоамериканські комедійні актори: Рендалл Парк, Констанс Ву та інші.
8 листопада 2019 року було оголошено, що серіал завершиться на шостому сезоні; останній епізод вийшов в ефір 21 лютого 2020 року.

## Актори та персонажі
- Рендалл Парк — Луїс Хуан, батько
- Констанс Ву — Джессіка (уродж. Чу) Хуан, мати
- Гадсон Янг — Едді Хуан, старший син
- Форрест Вілер — Емері Хуан, середній син
- Ієн Чен — Еван Хуан, молодший син
- Люсіль Сунг — Дженні Хуан, бабуся (сезон 1 періодично; сезони 2-6 постійно)
- Челсі Крісп — Хані Елліс, сусідка (сезон 1 періодично; сезони 2-6 постійно)
- Рей Вайз — Марвін Елліс, сусід (сезони 1-2 періодично; сезони 3-6 постійно)

## Розробка та виробництво
Розробка проєкту, автором сценарію якого стала Наначка Хан, розпочалася в серпні 2013 року. 10 травня 2014 року канал ABC замовив зйомки першого сезону серіалу для трансляції в сезоні 2014—2015 років, а його прем'єра була намічена як заміна шоу в середині сезону. Серіал стартував 4 лютого 2015 року, дебютувавши в блоці ситкомів середи, перш ніж переміститися на 20:00 вівторка, де раніше провалився ситком «Селфі».
7 травня 2015 року серіал був продовжений на другий сезон, який стартував 22 вересня 2015. 3 березня 2016 року серіал було продовжено на третій сезон. 12 травня 2017 року серіал продовжений на четвертий сезон. 11 травня 2018 року серіал було продовжено на п'ятий сезон. 10 травня 2019 року канал ABC продовжив серіал на останній, шостий сезон, показ 15 епізодів якого відбувся 27 вересня 2019 — 21 лютого 2020 року.

## Список епізодів
| Сезони | Епізоди | Прем'єрний показ | Прем'єрний показ |
| Сезони | Епізоди | початок          | закінчення       |
| ------ | ------- | ---------------- | ---------------- |
| 1      | 13      | 4 лютого 2015    | 21 квітня 2015   |
| 2      | 24      | 22 вересня 2015  | 24 травня 2016   |
| 3      | 23      | 11 жовтня 2016   | 16 травня 2017   |
| 4      | 19      | 3 жовтня 2017    | 20 березня 2018  |
| 5      | 22      | 5 жовтня 2018    | 12 квітня 2019   |
| 6      | 15      | 27 вересня 2019  | 21 лютого 2020   |